# Andreina Carli
Andreina Carli (Venezia, 27 marzo 1916 – Venezia, 14 giugno 2006) è stata un'attrice italiana.

## Biografia
Recitò in alcuni film nel periodo 1939-1946. Il primo fu Il carnevale di Venezia del 1939, regia di Giacomo Gentilomo e Giuseppe Adami, nella parte di un'amica di Guido Lazzarini.
Nel 1944 fu una delle protagoniste femminili in Fiori d'arancio di Hobbes Dino Cecchini, con Toti Dal Monte e Luigi Tosi.
Nel 1946 interpretò Reginella nel film Il tiranno di Padova di Max Neufeld, con Clara Calamai ed Elsa De Giorgi.
Tornò a farsi dirigere nel 1963, in un ruolo minore, nella pellicola Chi lavora è perduto di Tinto Brass con Tino Buazzelli, dopodiché l'attrice abbandonò definitivamente la carriera cinematografica.

## Teatro
- I sette contro Tebe di Eschilo, regia di Guido Salvini, Teatro Olimpico di Vicenza, 28 agosto 1937.
- Il bugiardo di Carlo Goldoni, compagnia del Teatro di Venezia (ottobre 1937)
- Le baruffe chiozzotte di Carlo Goldoni (novembre 1937)
- Sior Todero brontolon di Carlo Goldoni, Venezia (dicembre 1937)
- Una delle ultime sere di Carnevale di Carlo Goldoni, regia di Alberto Colantuoni (maggio 1938)
- Zente refada di Giacinto Gallina, Giardini della Biennale di Venezia, 11 luglio 1938.
- Sior Tita paron di Gino Rocca, regia di Alberto Colantuoni, Giardini della Biennale di Venezia, 14 luglio 1938.
- Mia fia di Giacinto Gallina, compagnia del Teatro di Venezia (maggio 1939)
- Il campiello di Carlo Goldoni, regia di Renato Simoni, Campiello del Piovan alla Bragora di Venezia, 18 luglio 1939.
- Zente allegra il ciel l'aiuta di Lodovico Ceschi (gennaio 1940)
- Scandalo sotto la luna di Eugenio Ferdinando Palmieri (marzo 1940)
- Il marito è quella cosa... di Umberto Morucchio, Teatro Margherita di Genova, 30 settembre 1940.
- Il poeta fanatico di Carlo Goldoni, regia di Orazio Costa, Giardini della Biennale di Venezia, 29 luglio 1941.
- Giorgio Dandin di Molière, regia di Carlo Veneziani, Teatro Argentina di Roma, 23 dicembre 1941.
- La mammola appassita di Carlo Veneziani (gennaio 1942)
- Servi e padroni di Vincenzo Tieri, regia di Romano Calò, Teatro Olimpia di Milano, 30 dicembre 1942.
- I pettegolezzi delle donne di Carlo Goldoni, regia di Emma Gramatica, Teatro La Fenice di Venezia, 12 febbraio 1944.
- Le baruffe chiozzotte di Carlo Goldoni, regia di Carlo Micheluzzi, Teatro La Fenice di Venezia, 14 febbraio 1944.
- I oci del cuor di Giacinto Gallina, regia di Emma Gramatica, Teatro La Fenice di Venezia, 16 febbraio 1944.
- Una delle ultime sere di carnovale di Carlo Goldoni, regia di Carlo Micheluzzi, Teatro La Fenice di Venezia, 19 febbraio 1944.
- Le donne gelose di Carlo Goldoni, regia di Emma Gramatica, Teatro La Fenice di Venezia, 25 febbraio 1944.
- Il bugiardo di Carlo Goldoni, regia di Giulio Stival (aprile 1944)
- Mustaci de fero di Gino Rocca, regia di Cesco Baseggio (aprile 1944)
- Goldoni e le sue sedici commedie nuove di Paolo Ferrari, regia di Carlo Micheluzzi, Teatro La Fenice di Venezia, 5 gennaio 1945.
- Carlo Gozzi, di Renato Simoni, regia di Cesco Baseggio, Teatro La Fenice di Venezia, 6 gennaio 1945.
- La famegia del santolo di Giacinto Gallina, regia di Emilio Toti, Teatro La Fenice di Venezia, 12 gennaio 1945.
- La bottega del caffè di Carlo Goldoni, regia di Luigi Bonelli, Teatro La Fenice di Venezia, 16 gennaio 1945.
- Ricevimento di gala di Gino Rocca (ottobre 1946)
- Tanto va la gatta al lardo di L. Motta (maggio 1947)
- Quella signorina di Padova di Eligio Possenti e Carlo Micheluzzi (ottobre 1947)
- Gli uomini bisogna domarli di Arnaldo Fraccaroli (ottobre 1947)
- Buona fortuna, Piero di Enzo Duse, Teatro Sociale di Rovigo, 27 dicembre 1947.
- Ludro e la sua gran giornata di Francesco Augusto Bon, Campo Pisani di Venezia (agosto 1949)
- I soldi al fresco di Alfredo Testoni (ottobre 1949)
- Nina, non fare la stupida di Rossato e Gian Capo (novembre 1949)
- Merletti di Venezia di Dino Gelich e Giovanni D'Anzi, Teatro Excelsior di Milano, 1 aprile 1950.
- A Venezia basto mì di Eligio Possenti e Carlo Micheluzzi (marzo 1951)
- Il primo della classe di Giuseppe Zucca (ottobre 1951)
- Corpo a corpo coniugale di Enzo Duse, Teatro Olimpia di Milano, 8 ottobre 1951.
- Una virgola fuori posto di Arnaldo Boscolo, Teatro Excelsior di Milano, 3 aprile 1952.
- Avanti adagio, quasi indietro di Alberto Bertolini, Teatro Excelsior di Milano, 7 aprile 1952.
- L'Onorevole Campodarsego di Libero Pilotto (luglio 1952)
- 1-X-2, di Oscar Wulten, Milano, Teatro Excelsior di Milano, 25 luglio 1952.
- I balconi sul Canal grande di Alfredo Testoni (ottobre 1953)
- Anastasio bidello vanesio di Cesare Sarti (giugno 1954)
- Matto per le donne di Enzo Duse, Teatro Manzoni di Milano, 16 giugno 1954.
- L'avaro fastoso di Carlo Goldoni, Asolo, 27 giugno 1954.
- L’onorevole mia moglie di Arnaldo Boscolo (ottobre 1954)
- Si salvi chi può di Tonino Micheluzzi, Milano, Teatro Odeon di Milano, 7 giugno 1955.
- Nastro celeste in casa Cornero di Giovanni Cenzato, Teatro Odeon di Milano, 12 settembre 1955.
- Il burbero benefico di Carlo Goldoni, regia di Gino Cavalieri, Teatro La Fenice di Venezia, 7 ottobre 1955.
- Buongiorno, Allegria! di Tonino Micheluzzi e Oscar Wulten (marzo 1956)
- Oggi l’amore si fa così di Emilio Caglieri (marzo 1956)
- Gelosa di Alexandre Bisson (aprile 1956)
- El moroso de la nona di Giacinto Gallina (ottobre 1956)
- La scorzeta de limon di Gino Rocca (ottobre 1956)
- Le mogli preferiscono i mariti di Valabregue (ottobre 1956)
- Vendesi Venezia (anche a rate) di Giovanni Cenzato (ottobre 1956)
- El pare de Venezia di Arturo Rossato, regia di Carlo Micheluzzi, Teatro La Fenice di Venezia, 22 marzo 1957.
- Tanti cuori e una capanna di Renato Paggiaro, (maggio 1957)
- Il burbero benefico, di Carlo Goldoni, regia di Carlo Micheluzzi, Teatro La Fenice di Venezia, 1 ottobre 1957.
- La cruna dell’ago di Turi Vasile, regia di Fausto Tommei, Teatro alle Maschere di Milano, 14 aprile 1958.
- Ippolito velato di Massimo Binazzi, regia di Fausto Tommei, Teatro alle Maschere di Milano, 14 aprile 1958.
- L’uomo nuovo di Ferdinando Visconti, regia di Fausto Tommei, Teatro alle Maschere di Milano, 29 aprile 1958.
- El minueto di Attilio Sarfatti, regia di Fausto Tommei, Teatro alle Maschere di Milano, 29 aprile 1958.
- Le miserie 'd Monsù Travet di Vittorio Bersezio, regia di Fausto Tommei, Teatro Sant’Erasmo di Milano, 23 giugno 1958.
- Chi la fa l'aspetta di Carlo Goldoni, regia di Carlo Lodovici, Isola di San Giorgio di Venezia, 13 luglio 1958.
- Socrate immaginario di Ferdinando Galiani, regia di Franco Enriquez, Villa Olmo di Como, 5 settembre 1958.
- Come il verde dei nostri abeti di Renato Lelli, regia di Franco Enriquez, Teatro Sant'Erasmo di Milano, 30 settembre 1958.
- La signora Rosa di Sabatino Lopez, regia di Fausto Tommei, Teatro Sant’Erasmo di Milano, 29 ottobre 1958.
- Il campiello di Carlo Goldoni, Teatro del Ridotto di Venezia (settembre 1962)
- Le donne de casa soa di Carlo Goldoni, regia di Andreina Carli, Teatro del Ridotto di Venezia, 31 dicembre 1963.
- La bottega dei sogni di Oscar Wulten, Teatro del Ridotto di Venezia, 11 aprile 1964.
- I rusteghi di Carlo Goldoni, regia di Tonino Micheluzzi, Asolo, 7 settembre 1968.
- La locandiera di Carlo Goldoni, regia di Tonino Micheluzzi, Asolo, 14 settembre 1968.
- Ventidue modi per avere un figlio di Raffaele Cile e Dino Mazzucco, Palazzo Grassi di Venezia, 14 gennaio 1969.

## Filmografia
- Il carnevale di Venezia, regia di Giuseppe Adami e Giacomo Gentilomo (1939)
- Fiori d'arancio, regia di Hobbes Dino Cecchini (1944)
- Trent'anni di servizio, regia di Mario Baffico (1945)
- Il tiranno di Padova, regia di Max Neufeld (1946)
- Chi lavora è perduto (In capo al mondo), regia di Tinto Brass (1963)

## Radio
- La sagra dei osei di Alberto Colantuoni, 22 novembre 1937.
- El moroso de la nona di Giacinto Gallina, 23 maggio 1938.
- Avventura in gondola di Cesco Baseggio, 31 maggio 1938.
- Sior Todaro brontolon di Carlo Goldoni, 20 giugno 1940.
- Il pozzo dei miracoli di Bruno Corra e Giuseppe Achille, regia di Pietro Masserano, 29 aprile 1942.
- Si rinvia di Carlo Trabucco, regia di Enzo Ferrieri, 20 maggio 1942.
- Il fidanzamento di Celeste di Guido Cantini, regia di Pietro Masserano, 30 maggio 1942.
- La scala di Rosso di San Secondo, regia di Enzo Ferrieri, 25 giugno 1942.
- A. Z. 588 di Angelo Frattini, regia di Pietro Masserano, 11 maggio 1942.
- La vena d’oro di Guglielmo Zorzi, regia di Enzo Ferrieri, 10 luglio 1942.
- Stelle alpine di Eligio Possenti, regia di Pietro Masserano, 29 luglio 1942.
- Per un bacin d’amore di Guido Ammirata, regia di Pietro Masserano, 31 luglio 1942.
- I nostri sogni di Ugo Betti, regia di Enzo Ferrieri, 4 agosto 1942.
- I malcontenti di Carlo Goldoni, regia di Pietro Masserano, 18 agosto 1942.
- Amore senza stima di Paolo Ferrari, regia di Enzo Ferrieri, 29 agosto 1942.
- Olivetta di Salvatore Di Giacomo, regia di Pietro Masserano, 5 settembre 1942.
- Le nozze di Anton Čechov, regia di Enzo Ferrieri, 11 settembre 1942.
- I fiori di Serafin e Joaquin Álvarez Quintero, regia di Enzo Ferrieri, 26 settembre 1942.
- Canzonetta di Riccardo Aragno, regia di Pietro Masserano, 26 ottobre 1942.
- Le miserie 'd Monsù Travet di Vittorio Bersezio, regia di Fausto Tommei, 30 marzo 1959.

## Doppiatrici
- Lydia Simoneschi in Fiori d'arancio
- Wanda Tettoni in Il tiranno di Padova